# Burmoniscus davisi
Burmoniscus davisi är en kräftdjursart som beskrevs av Stefano Taiti och Manicastri 1988. Burmoniscus davisi ingår i släktet Burmoniscus och familjen Philosciidae. Inga underarter finns listade i Catalogue of Life.